# Karlievo
Karlievo (bulgariska: Карлиево) är ett distrikt i Bulgarien.   Det ligger i kommunen Obsjtina Zlatitsa och regionen Sofijska oblast, i den centrala delen av landet, 60 km öster om huvudstaden Sofia. Antalet invånare är 245. Arean är 18,1 kvadratkilometer.
Terrängen i Karlievo är kuperad söderut, men norrut är den platt.
Trakten runt Karlievo består till största delen av jordbruksmark. Runt Karlievo är det ganska glesbefolkat, med 48 invånare per kvadratkilometer.